# Exocentrus enganensis
Exocentrus enganensis là một loài bọ cánh cứng trong họ Cerambycidae.